# 中川充四郎
中川 充四郎（なかがわ じゅうしろう、1951年3月25日 - ）は、日本のプロ野球コメンテーター、スポーツジャーナリスト。
埼玉県新座市出身。駒澤大学経済学部卒業。

## 来歴・人物
大学卒業後、内田洋行、日本マクドナルドで勤務。マクドナルド時代は、東京都内のマクドナルド4店舗で店長を務めた。その後フリーアナウンサーに転身し、1982年に文化放送が西武ライオンズ実況中継番組「文化放送ライオンズナイター」を立ち上げ、西武ライオンズ専属コメンテーター（中継専属ベンチレポーター）となる。
以来、27シーズンにわたってベンチレポーター・コメンテーターを務めたが、2009年3月17日の「ライオンズエキスプレス」にて、同月27日限りで文化放送のライオンズコメンテーターから退くことが発表された。2010年シーズンより、スポーツニッポンでコラム『中川充四郎 パ・リーグびいきデス』を連載している。
2011年8月26日の文化放送ライオンズナイター「西武対日本ハム」で、スペシャルウィークの特別企画として2年半ぶりに出演し、ベンチレポーターを担当した。
また、自身のサイト『jushiro.com』では、埼玉西武ライオンズの試合・チーム情報を中心に日記を掲載していたが、閉鎖はされていないものの、2023年から閲覧が不可能となっている。

## 過去の出演番組
- 文化放送ライオンズナイター・ライオンズエキスプレス（1982年4月5日 - 2009年3月27日、2011年8月26日）
- フジテレビ739プロ野球ニュース（2001 - 2002年、週末キャスター）

## 著書
- 中川 充四郎『西武ライオンズ この強くて愉快な野郎たち』シンコー・ミュージック、1983年。ISBN 4-401-61118-7。
- 中川 充四郎『ラジオで伝えたライオンズ ～監督、選手たちと過ごした二十七年～』文芸社、2011年。ISBN 4-286-10016-2。